# Franklin (Indiana)
Franklin – miasto w Stanach Zjednoczonych, w stanie Indiana, w hrabstwie Johnson.

## Demografia
Według danych z 2000 roku miasto zamieszkiwało 19 501 mieszkańców. W 2023 roku liczba mieszkańców wzrosła do 25 908 osób, a gęstość zaludnienia przekroczyła 887 osób/km².

## Klimat
Miasto leży w strefie wilgotnego klimatu subtropikalnego, z gorącym latem, należącego według klasyfikacji Köppena do strefy Cfa. Średnia temperatura roczna wynosi +11,8°C, a opady 972,8 mm (w tym do 50 cm opadów śniegu)